# Ayenia donatica
Ayenia donatica är en malvaväxtart som beskrevs av Cristobal. Ayenia donatica ingår i släktet Ayenia och familjen malvaväxter. Inga underarter finns listade i Catalogue of Life.